# معاهدة الصواريخ النووية متوسطة المدى
معاهدة القوى النووية المتوسطة المدى (المعاهدة المبرمة بين الولايات المتحدة الأمريكية واتحاد الجمهوريات الاشتراكية السوفياتية على القضاء على الصواريخ المتوسطة المدى والقصيرة المدى) هو اتفاق بين الولايات المتحدة والاتحاد السوفياتي. وقعت في واشنطن العاصمة من قبل الرئيس رونالد ريغان والأمين العام ميخائيل غورباتشوف في 8 ديسمبر 1987، وصادق عليها مجلس الشيوخ في الولايات المتحدة في 27 مايو 1988 ودخلت حيز النفاذ في 1 يونيو 1988.
أعلنت الولايات المتحدة خروجها من الاتفاقية اعتبارًا من 2 فبراير 2019، متهمة روسيا بخرقها. ردت روسيا بالإعلان عن تعليق التزامها بالاتفاقية.